# Rade de Villefranche
La  rade de Villefranche (en italien : rada di Villafranca) est un plan d’eau de la Méditerranée situé sur le territoire des communes de Villefranche-sur-Mer et de Saint-Jean-Cap-Ferrat, près de Nice (Alpes-Maritimes). Elle est connue pour être un haut lieu du développement de l'apnée sportive dans le monde et de nombreux records mondiaux de la discipline y ont été établis.

## Géographie

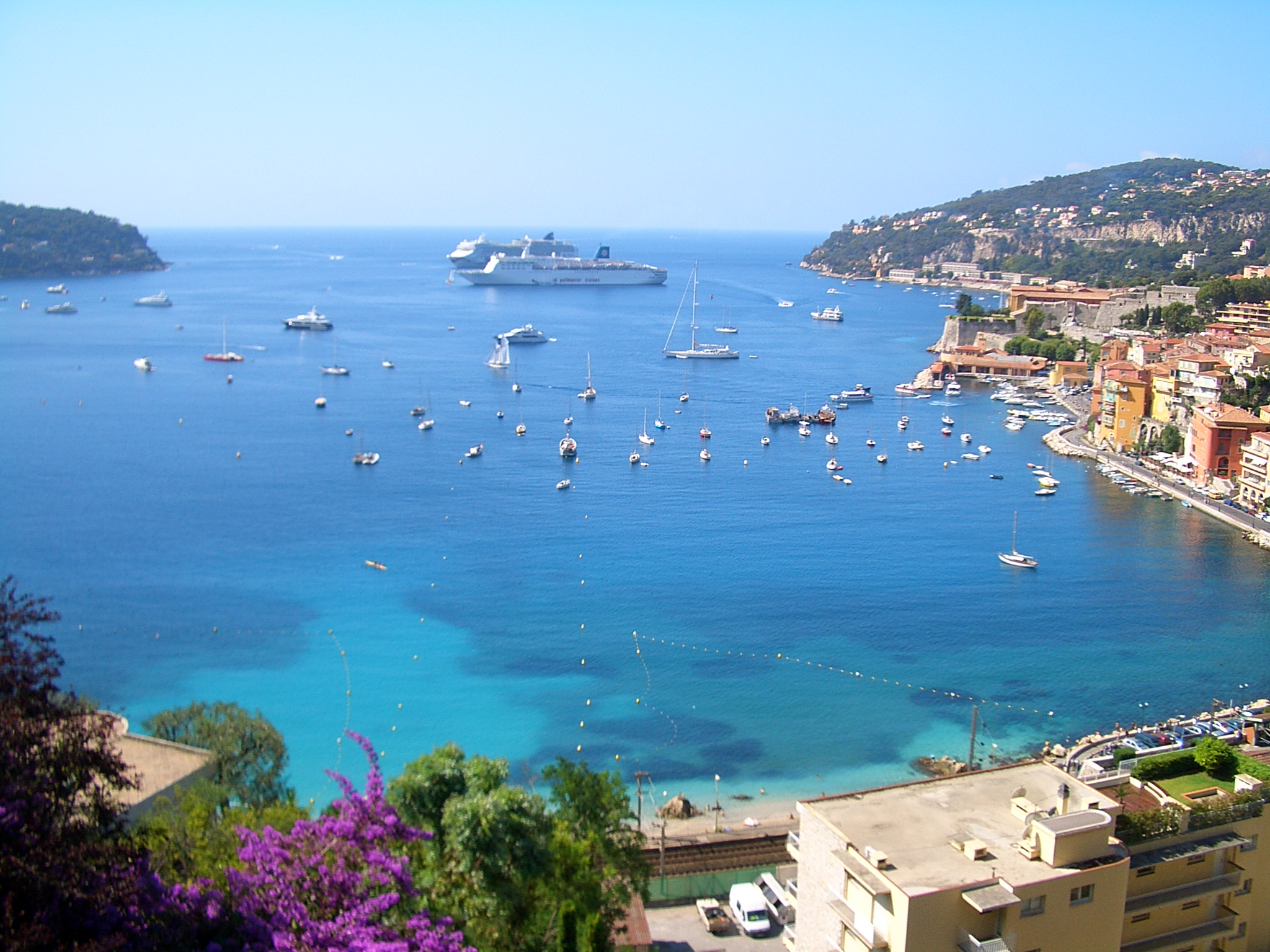
Rade de Villefranche, vue depuis le Nord.

La rade de Villefranche fait environ 2,5 km de longueur et 1,5 km dans sa plus grande largeur. Elle occupe une surface de plus de 4 km2.
Elle s’appuie au Nord en arrière de la ville, sur les derniers contreforts des Alpes, qui s’élèvent très vite à 800 m à une distance d'1 km de la mer.
Elle est bordée à l’Est par le cap Ferrat et à l’Ouest par le cap de Nice. Elle est ouverte au Sud sur la Méditerranée qui atteint très vite la profondeur de 1 000 mètres.
La profondeur moyenne de la rade est de 18 mètres en fond de rade. Elle atteint 50 mètres en son milieu et 80 à 100 mètres à son entrée.
La rade est bien abritée des vents d’Est porteurs de perturbations dans ce secteur de la Méditerranée. Seuls quelques violents coups de mer venant du Sud malmènent périodiquement en hiver les bateaux mal amarrés.
La rade bénéficie d'un microclimat particulièrement doux, dérivé du climat méditerranéen. À Villefranche-sur-Mer, en 2014, les températures s'échelonnaient de 7,1 °C à 13,3 °C en février (mois le plus froid) et de 20,3 °C à 26,6 °C en août (mois le plus chaud). En 2014 l'ensoleillement à Villefranche était de 2 696 heures pour 1 961 heures de moyenne nationale.

## Biologie

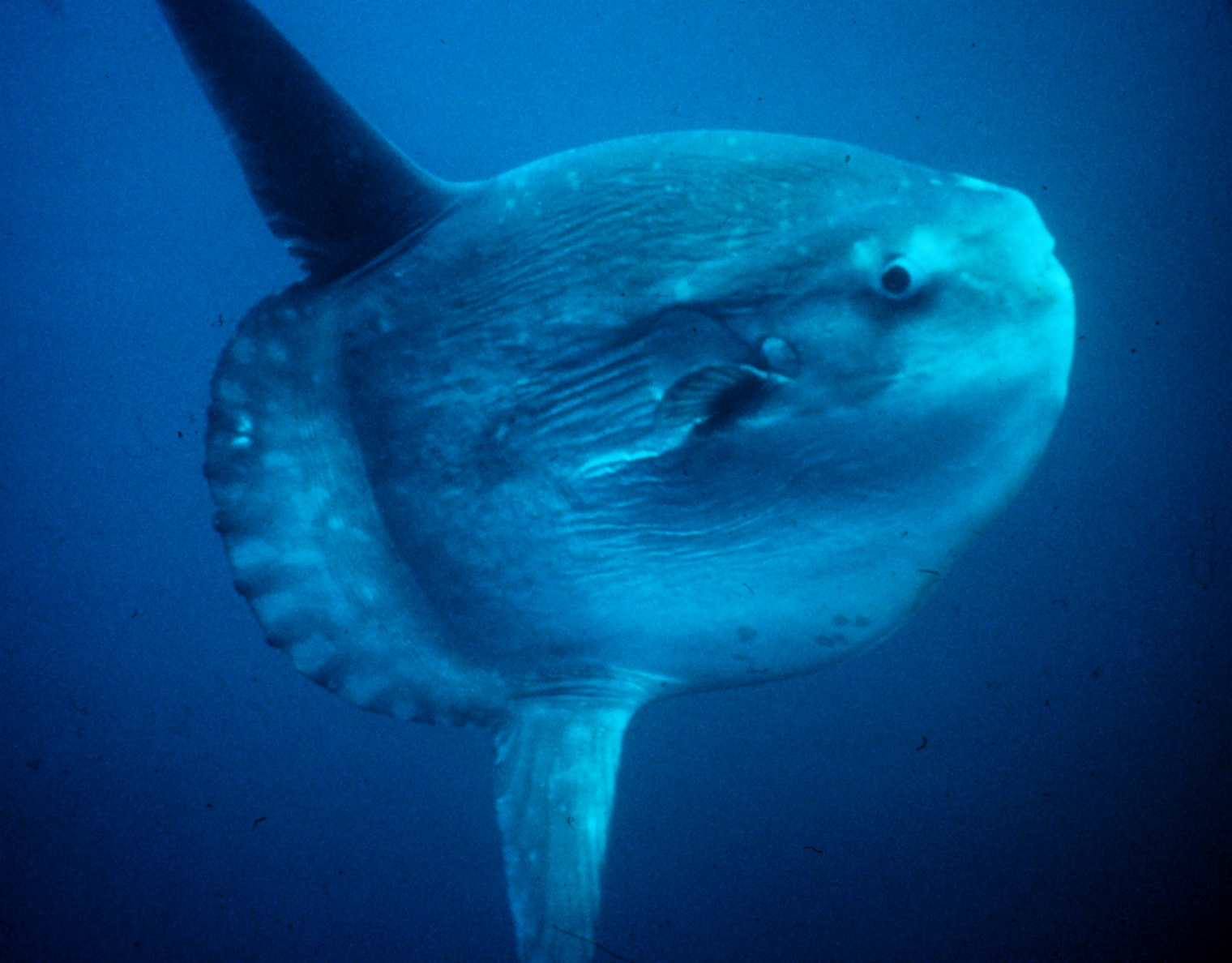
Un poisson lune.

### Plancton
D’Est en Ouest, à proximité de la rade s’écoule le courant liguro-provençal qui entraine des remontées d’eaux profondes, favorisant la riche biodiversité de ses eaux. Cette situation exceptionnelle explique l’implantation de l’Observatoire océanologique de Villefranche-sur-Mer qui étudie les organismes vivant dans la rade, effectuant en particulier des observations quotidiennes du plancton.
On observe parfois dans la rade des nappes impressionnantes de vélelles. Des chaines de salpes sont souvent visibles en bateau depuis la surface.

### Poissons et mammifères aquatiques
Les herbiers de posidonies, en bordures de la rade, abrite une forte densité de petits poissons méditerranéens : Girelles, castagnoles, labres, etc.
Dans les eaux plus profondes évoluent des daurades et barracudas. En été on peut croiser des poissons-lune en surface.
Parfois, des groupes de dauphins pénètrent dans la rade à la poursuite de thons.

## Histoire
La rade de Villefranche a toujours été une escale majeure pour les flottes transitant d’Espagne en Italie.
Dans l’Antiquité ses rivages malsains et infestés de pirates semblent peu hospitaliers pour les habitants qui préfèrent se réfugier sur les hauteurs. Il faut attendre le Moyen Âge pour que le village de Villefranche soit créé en fond de rade.

## Galerie

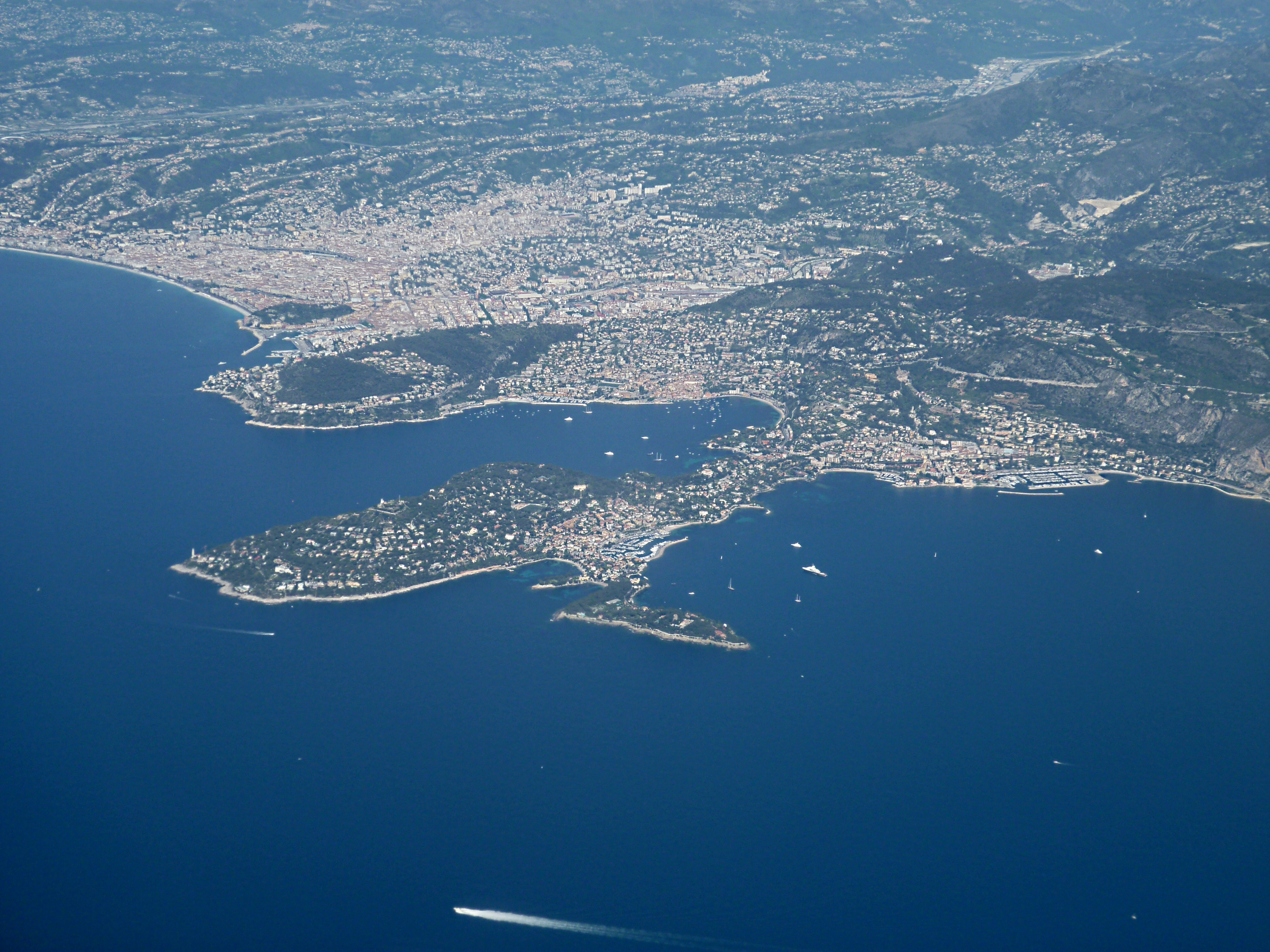
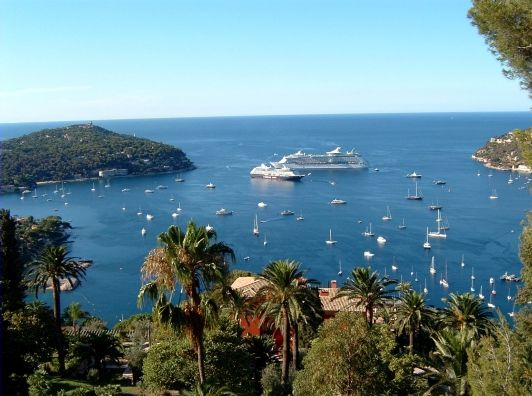
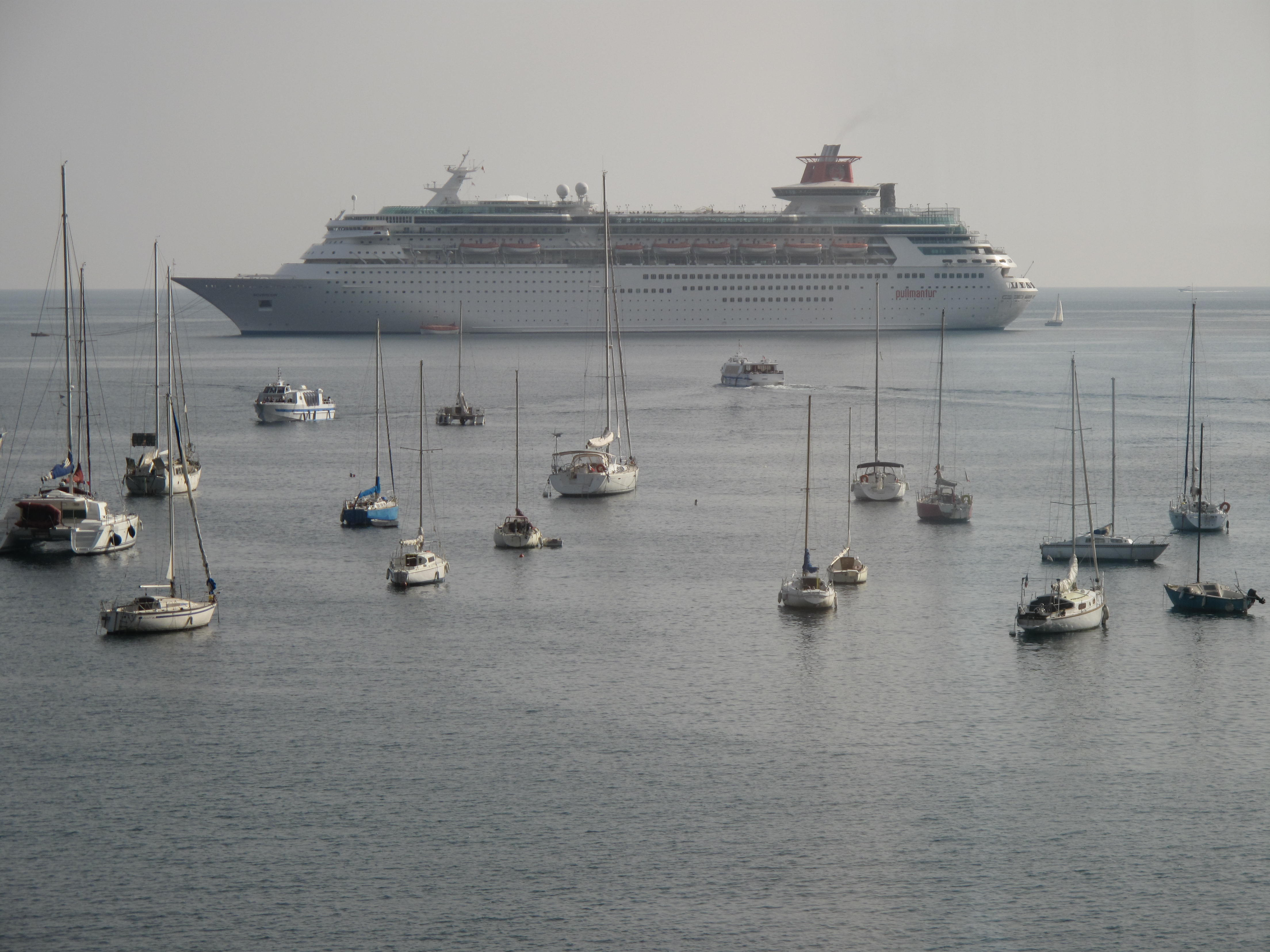
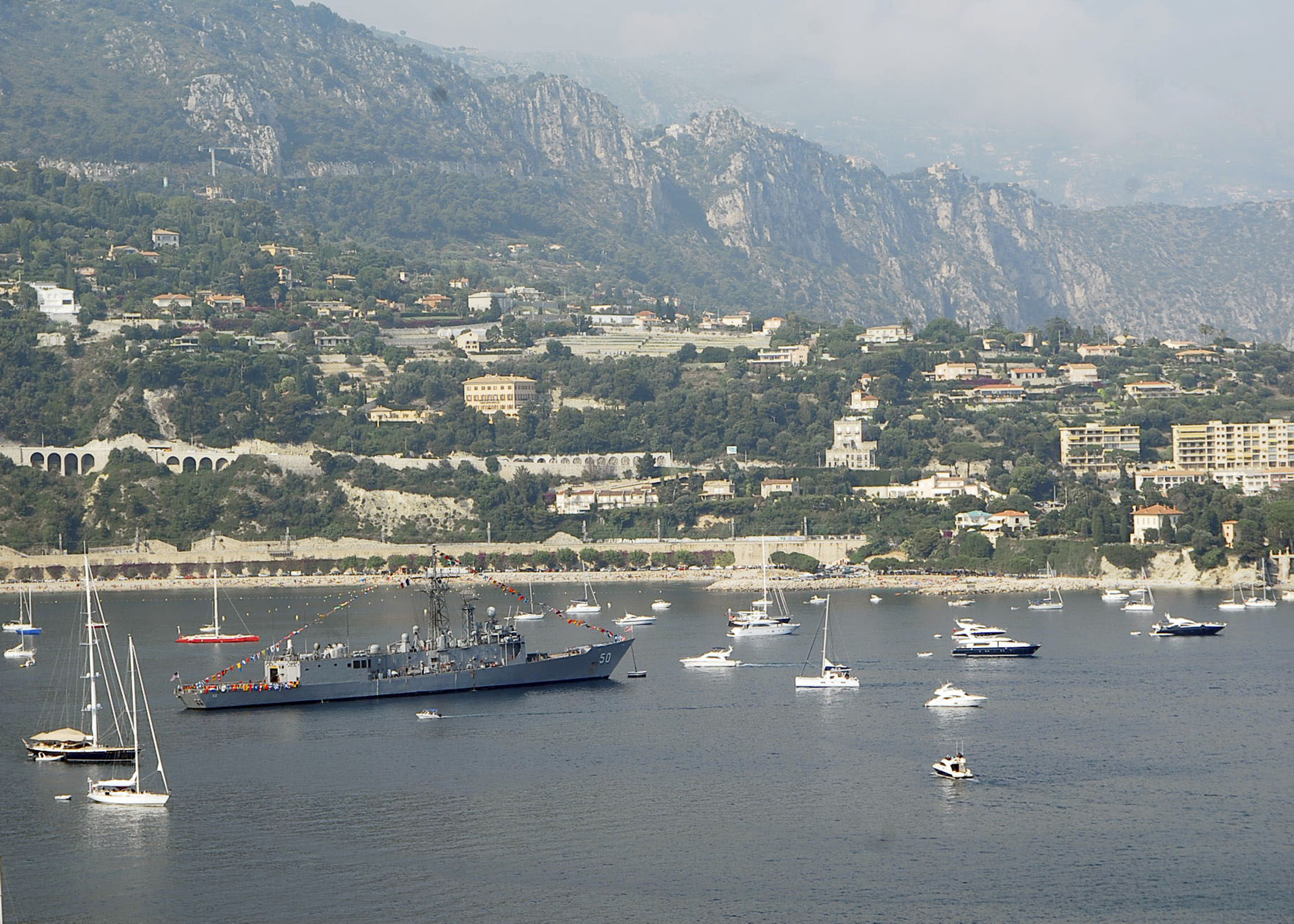
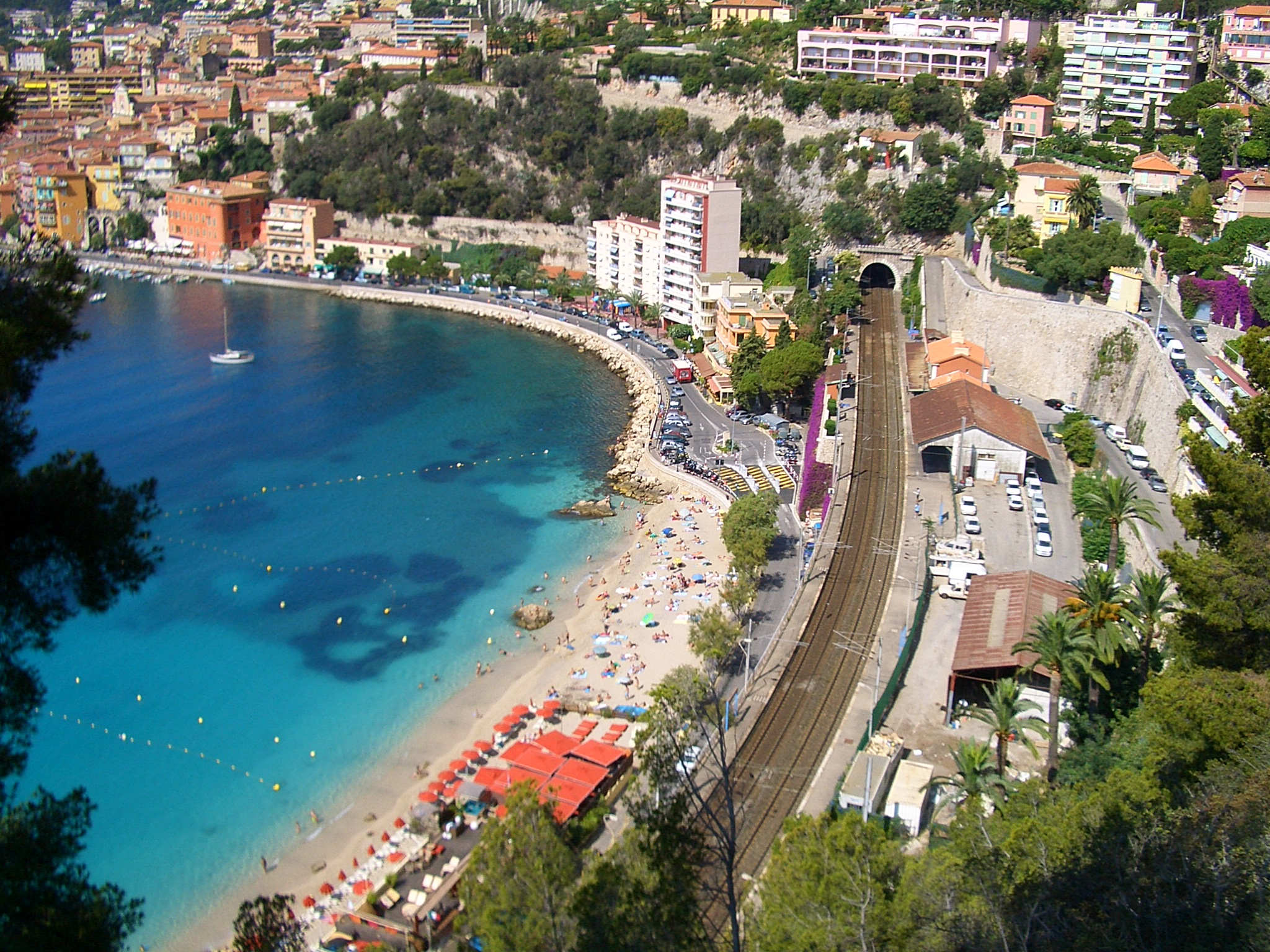
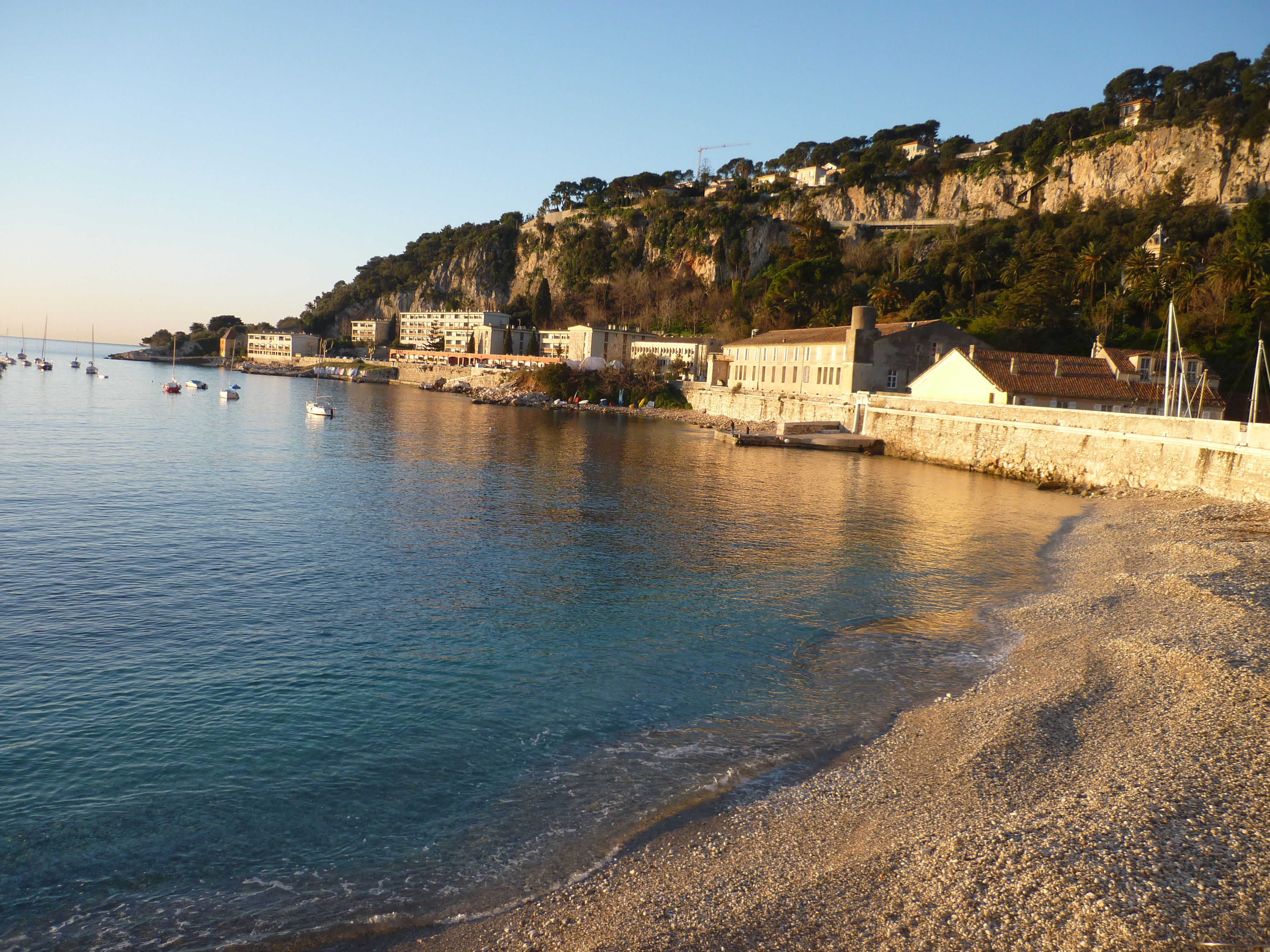

### Moyen Âge et Renaissance

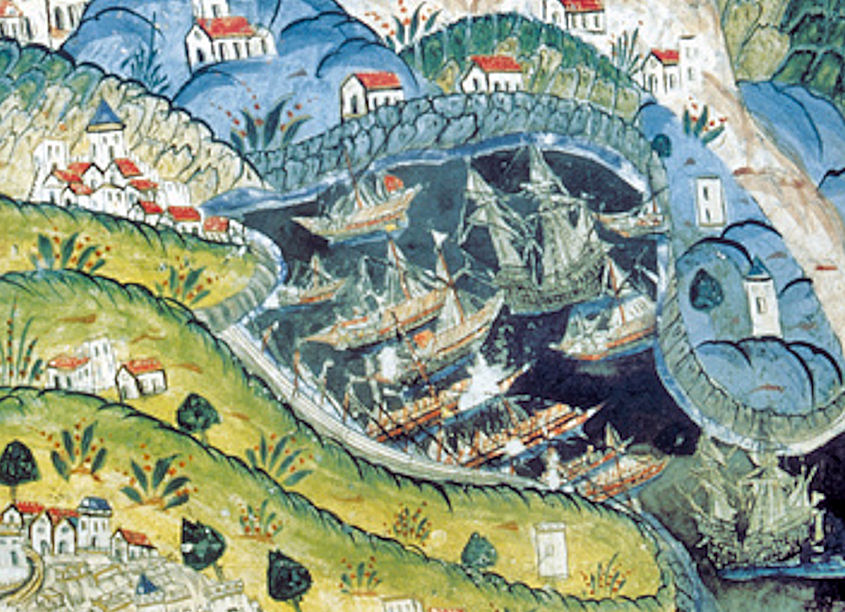
Dessin naïf de La rade de Villefranche lors du siège de 1543 (manuscrit turc).

En 1295, Charles II d'Anjou fonde Villefranche à l’extrémité sud-ouest de la rade. En 1388 elle passe sous l’autorité de la maison de Savoie.
Les flottes des grands États mouillent régulièrement dans la rade de Villefranche. C’est ainsi que Charles Quint y séjourne au milieu de sa flotte lors des négociations de la Paix de Nice avec François Ier en 1538.
Pour les ducs de Savoie, la rade de Villefranche constitue le seul débouché vers la mer de leurs États montagnards. Elle est aussi une source de revenus par l’instauration du « Droit de Villefranche » payé par les navires en transit et fixé à 2 % des marchandises transportées. Mais elle reste un nid de pirates et subit des attaques, comme celle des forces franco-ottomanes de 130 galères, lors du siège de Nice de 1543.
Le duc de Savoie Emmanuel-Philibert entreprend un vaste programme de protection de la rade. Il crée le port militaire de la Darse et construit à son débouché, à partir de 1557, la citadelle Saint-Elme.
Ce dispositif est complété par la construction du fort du mont Alban, sur l’éperon rocheux entre Villefranche et Nice, et le fort de Saint-Hospice à l’extrémité du cap Ferrat.

### Ancien régime
Au XVIIIe siècle, le duc de Savoie obtient le titre de roi de Sardaigne. Il entreprend la réalisation d’un arsenal militaire complet autour du port de Darse.
Des galères puis des frégates, construites dans la Darse, tentent de protéger la rade des exactions des pirates et corsaires qui se prolongent encore.

### XIXesiècleetXXesiècle

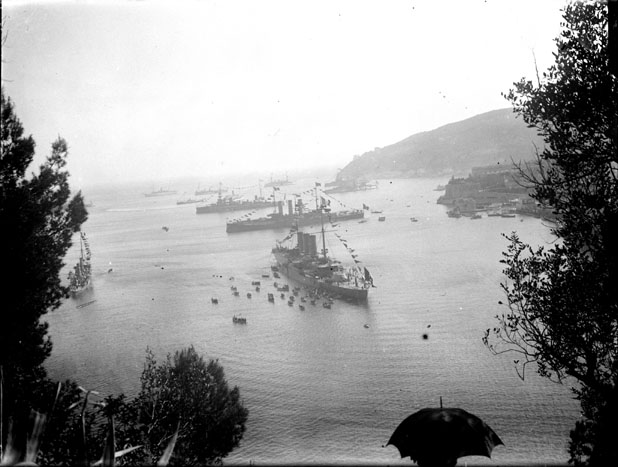
Présence de bateaux italien en rade de Villefranche en 1909.

Le 16 septembre 1858, une concession à titre gratuit permet aux escadres de la marine impériale russe de séjourner dans la rade. L’intérêt d'un point d'appui en Méditerranée provient du traité de Paris de 1856 qui stipule que la mer Noire est neutralisée. Aussi les flottes de guerre russe et ottomane doivent quitter cette mer.
En 1860 Villefranche, comme tout le Comté de Nice, est rattachée à la France qui autorise tacitement la marine russe à continuer d’utiliser les installations dont elle a l’usufruit depuis deux ans
L'Empire russe déclare en octobre 1871 n'être plus lié par le traité de 1856, ce qui est avalisé par les autres puissances en mars 1871. Cela permet à sa marine de guerre de naviguer de la mer Noire à la Méditerranée.
À la suite de la guerre russo-turque de 1877-1878, le Royaume-Uni décide unilatéralement d’empêcher le franchissement des Dardanelles aux navires de guerre russes. L’implantation militaire russe de Villefranche périclite progressivement et devient en 1884 une installation scientifique océanographique.
Entre 1945 à 1966, la rade de Villefranche devient un important lieu de mouillage de la flotte américaine en Méditerranée, qui deviendra en 1948 la Sixième flotte des États-Unis. À partir de mai 1956, Villefranche devient le port d'attache officiel du navire amiral de cette flotte.

### Fouilles sous-marines
Durant les dernières décennies, des fouilles archéologiques ont mis en lumière le riche passé de la rade de Villefranche :

#### L’épave de laLomellina
En 1516, cette caraque génoise a été coulée au milieu de la rade par une violente tornade. Il s’agit d’une des plus belles épaves retrouvées de la Renaissance. Elle a été fouillée de 1981 à 1991 par le Groupement de recherche en Archéologie Navale dirigé par Max Guérout,.

#### La caraque des Marinières
Une tempête a aussi été probablement la cause du naufrage d’une caraque retrouvée à quelques mètres du rivage en bordure de la plage des Marinières, en fond de baie. On pensait qu’elle datait du XVIe siècle mais l’analyse des bois pourrait la faire remonter au XVe siècle, peut-être 1420.

#### L’épave de laSanta Dorothea
Venant d’Espagne, le navire danois Santa Dorothea coula en 1693 par 72 mètres de fond. Il a été conservé sous la vase en très bon état avec son mobilier complet. Une fouille a été entreprise en 1990 sous la direction de Michel L'Hour du DRASSM.

#### L’épave "Villefranche 6"
Les plongeurs d'Anao, assisté par le navire d'exploration archéologique André Malraux du DRASSM, ont exploré en 2016 une épave datée entre le XVIe et le XVIIe siècle qu'ils ont baptisée "Villefranche 6".

#### Les fouilles d’Anao
Depuis 1991, l'association "Anao, l'aventure sous-marine" organise des fouilles archéologiques dans la rade de Villefranche. Les nombreux vestiges découverts (vaisselle, pipes, statuettes, bénitiers, etc.) permettent de repérer les différents mouillages fréquentés par les grandes flottes de la Méditerranée entre le XVe siècle et le XVIIIe siècle. Une exposition permanente des objets découverts a été ouverte en juin 2016 au Musée de la Préhistoire de Menton.

## Sur les rivages de la rade

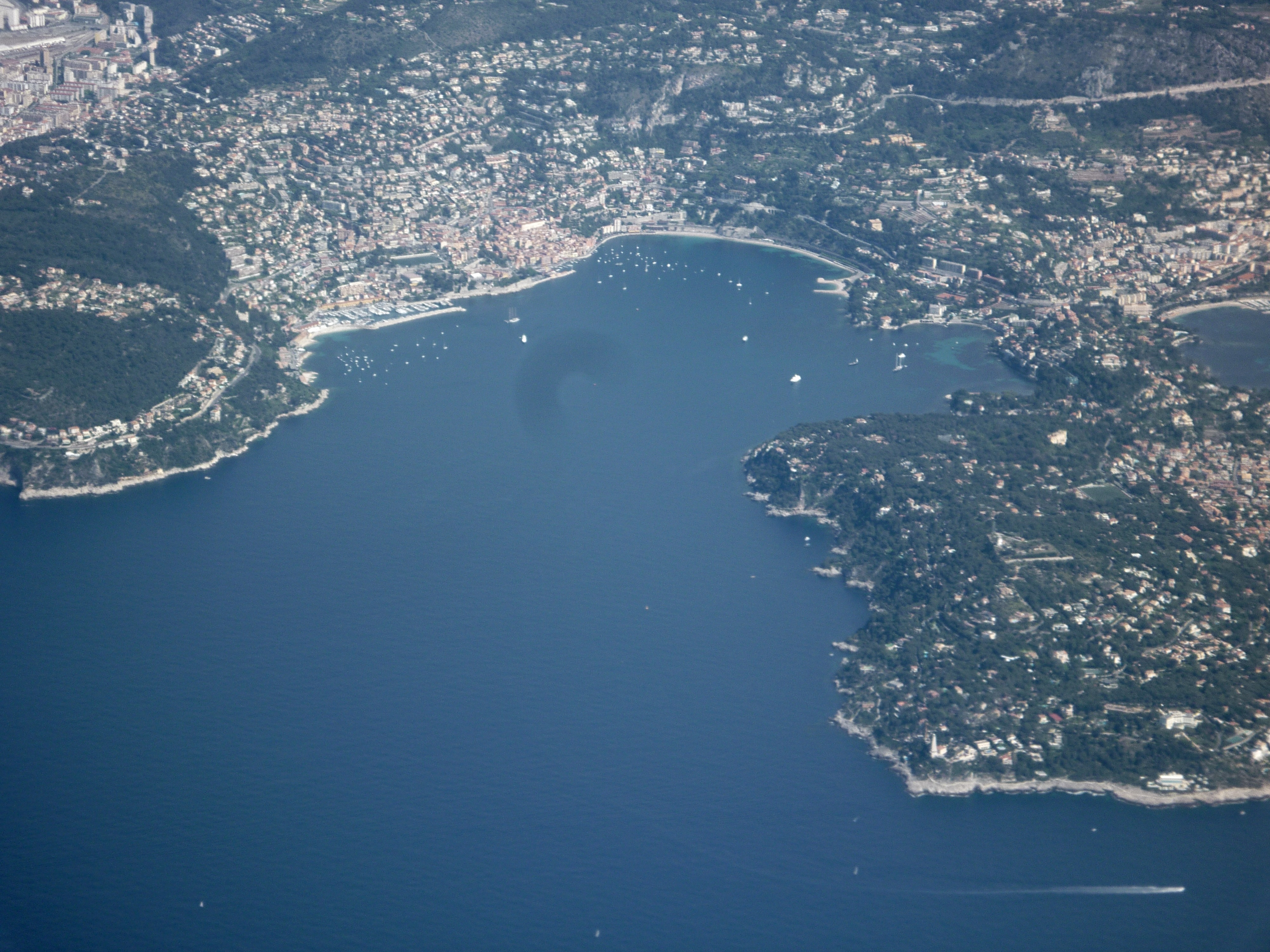
Vue aérienne de la Rade.

En tournant depuis l’Ouest vers l’Est :
- La tour de l'ancien Lazaret (XVIIe siècle)
- Les bâtiments du port royal de la Darse (XVIIIe siècle)

- La citadelle de Villefranche (XVIe siècle)

- Le port de la Santé en bordure de la vieille ville de Villefranche-sur-Mer
- La plage des Marinières en fond de rade
- L’anse de l’Espalmador qui servait autrefois à caréner (« espalmer ») les bateaux
- La plage de Passable le long du cap Ferrat
- Le phare du cap Ferrat à l'extrémité de la presqu'île

Les pointes de la rade portent des noms très imagés : pointe des Sans-Culottes, pointe de l'Étoile, pointe de la Rascasse, pointe Madame, pointe Pilone, pointe de la Gavinette, pointe de la Cuisse, pointe Crau de Nao, pointe de la Ponchette, pointe Malalongue.

## Plongée
Les eaux calmes et profondes de la rade se prêtent parfaitement à la pratique de la plongée proposée par des clubs locaux ou niçois.
Plus d'une vingtaine de sites de plongée sont fréquentés, spécialement les tombants en bordure du cap Ferrat.
La rade de Villefranche est le site de compétitions d'apnée. Le premier "championnat du monde d'apnée par équipe" s'y est déroulé en 1996. Elle fut le lieu d'évolution préféré de Loic Leferme qui y a battu à plusieurs reprises le record du monde d'apnée no limit. En 2010, Aurore Asso y a battu le record de France féminin d'apnée en poids constant à -70 mètres. Le cinquième Mondial d'apnée a eu lieu dans la rade en septembre 2019.

## Navigation

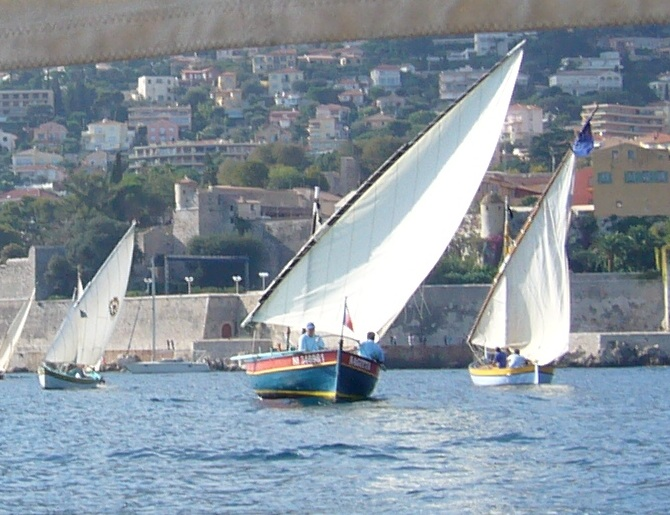
Les pointus durant la « Resquilhada ».

### Bateaux traditionnels
Venus de la Darse, de Nice ou de Saint-Jean-Cap-Ferrat, des pointus évoluent fréquemment dans la rade, parfois équipés de leurs voiles latines. Les Villefranchois sont regroupés par l’Association des Bateliers – Plaisanciers de Villefranche (ABPV)
Depuis juillet 2000, la rade de Villefranche est le lieu d'évolution préféré de la réplique historique d'une embarcation de 1796 : la yole de Bantry Laïssa Ana. Gérée par une association locale et naviguant toute l’année, la Yole accueille volontiers de nouveaux équipiers pour des initiations.
Tous les bateaux traditionnels du secteur se retrouvent chaque automne dans la rade pour une régate amicale organisée par l'ABPV, la "Resquilhada".

### Sports nautiques
Le Club de la Voile et le Club d'Aviron de Villefranche-sur-Mer, basés tous deux à la Darse, proposent toute l'année des navigations dans la rade. En 2014 une épreuve nautique alliant la nage, le paddle et l'aviron a été créée en rade de Villefranche : le "Triathlon des Mers".
Ponctuellement dans une période allant de l'automne au printemps, la rade de Villefranche peut offrir des conditions propices à la pratique du surf avec des vagues pouvant potentiellement dépasser 3 à 4m, en raison de sa profondeur remontant brusquement sur des dalles rocheuses à l'approche des côtes ainsi que la configuration en anse de la rade captant et concentrant les houles provenant du sud.

### Escale de croisières
Deux grandes tonnes installées au milieu de la rade permettent d'accueillir de grands paquebots lors de croisières en Méditerranée. Un service de navettes conduit les passagers à la gare maritime, construite en 1932 au port de la Santé de Villefranche-sur-Mer, d'où une noria de bus leur permet de visiter Nice et Monaco tout proches ainsi que d'autres grands sites de la Côte d'Azur.
La rade de Villefranche accueille 80 à 100 navires par an.